# ÍF Fylkir Reykjavík
El Íþróttafélagið Fylkir és un club de futbol islandès de la ciutat de Reykjavík.

## Història
El club va néixer el 28 de maig de 1967 amb el nom KSÁ (Knattspyrnufélag Seláss og Árbæjar), posteriorment canviat a Fylkir. El seu moment àlgid arribà a inicis dels 2000 amb dues victòries de copa els anys 2001 i 2002.

## Palmarès
- Copa islandesa de futbol: 
  - 2001, 2002
- Segona divisió islandesa de futbol: 
  - 1992, 1995, 1999